# Convento de Santa Clara (Soria)
La antigua iglesia de Santa Clara de Soria (España) y su convento son dos edificios desacralizados situados cerca de la plaza Mayor y de la Iglesia de Nuestra Señora del Espino.

## Historia
La fundación del convento se hizo en 1224. Según Nicolás Rabal se realizó bajo la regla de San Damián y la iglesia tenía la advocación de Santa Catalina, cuyo nombre cambió posteriormente por el de Santa Clara. Documentalmente se tiene constancia de que las clarisas se establecieron en Soria en 1286.
El convento contó desde el principio con el favor de los monarcas y las más linajudas de Soria se complacían en dispensarle su protección, entre ellas los Mirandas. A partir del siglo XVI la opulenta familia de los Ríos y Salcedos dispensaron por largo tiempo su favor a este convento, familia perteneciente a la Casa Condal de Gómara y que estableció aquí su enterramiento.

### Fuerte de Santa Clara
A principios del siglo XIX Bernardo de los Ríos, al mando del Regimiento Provincial de Soria, viendo que el viejo colegio de Jesuitas, donde se encontraba el cuartel, no ofrecía demasiada protección, inició los trámites para buscar un cuartel más adecuado. El viejo castillo quedaba descartado porque había sido volado por José Joaquín Durán tras la Guerra de la Independencia, así que no quedó más remedio que ocupar el convento de Santa Clara que, por su elevada ubicación, estratégica posición y disposición junto a una buena porción de lienzo de muralla, permitía convertirlo fácilmente en un fuerte.
Con motivo de la utilización en 1834 de la iglesia y el convento para cuartel se trasladaron las monjas a una casa contigua a la desaparecida iglesia de San Clemente y más tarde, en 1854, al convento de Santo Domingo, donde se encuentran actualmente. En un artículo de “La Voz de Soria” Blas Taracena, que se refiere a Santa Clara como el “fuerte de la Lealtad”, dice que las obras para convertirlo en una fortificación militar culminaron el 28 de noviembre.

### Campo de concentración y prisión
En 1936, durante la guerra civil española, el bando sublevado reconvirtió el convento-cuartel de Santa Clara en campo de concentración de larga duración de prisioneros de guerra republicanos, nutriéndose en un primer momento de detenidos procedentes de la localidad de Sigüenza que eran transportados en camiones de ganado y atados de dos en dos. Se les rapaba el pelo al cero antes de ingresar y hasta 1937 se producían sacas de presos, en grupos de treinta cada vez, para ser fusilados en cementerios o en fosas comunes.
El cuartel de Santa Clara fue uno de los primeros campos de concentración utilizados por la red de represión franquista durante la guerra. Aunque su capacidad era de 500 reclusos llegó a albergar hasta a 3500 (incluyendo a mujeres), pasando a considerarse prisión a partir de diciembre de 1939.

### Uso posterior
En 1993 tras un largo proceso de negociación, el Ministerio de Defensa entregó al Ayuntamiento de Soria los terrenos que anteriormente fueron huertas y aparcamientos de vehículos, para convertirse en un parque. Igualmente, el edificio anexo (antiguo convento) fue restaurado para albergar la Escuela de Estudios de Ciencias de la Salud de Castilla y León. La iglesia de Santa Clara fue hasta 2019 la delegación provincial del Ministerio de Defensa.

### Centro Cívico
A partir de 2019, se da luz verde al proyecto para convertir la iglesia y antiguo convento de Santa Clara en un Centro Cívico. El Ministerio de Defensa cedió el inmueble al ayuntamiento de Soria. Iniciadas las obras y realizándose catas en el interior de la iglesia, se descubrieron enterramientos pertenecientes a diferentes épocas, perteneciendo los restos óseos a las monjas clarisas que habitaron el templo entre los siglos XIV y XIX.

## Descripción

### Iglesia
A pesar de haber sido desmantelado, el exterior del templo se conserva con pequeñas intervenciones que afortunadamente no han afectado en gran medida a su fábrica. Llama la atención su gran altura y amplias proporciones que superan a la mayoría de los templos de la capital. Tiene unos 25 metros de longitud por 10 de anchura.
La galería adosada al muro norte contiene dos puertas cegadas, una era para entrada de los fieles y otra para el servicio del convento en los casos de absoluta necesidad. Las elevadas bóvedas son todas de crucería con las claves salientes o colgantes, a modo de estalactitas, y rasgadas ventanas de arcos semicirculares abocinadas. La cornisa sobre la que descansan las bóvedas, y los arcos fajones, se apoya a la vez en esbeltas columnas, integradas en los muros hasta la mitad de los fustes y estriadas desde sus pedestales hasta los capiteles.

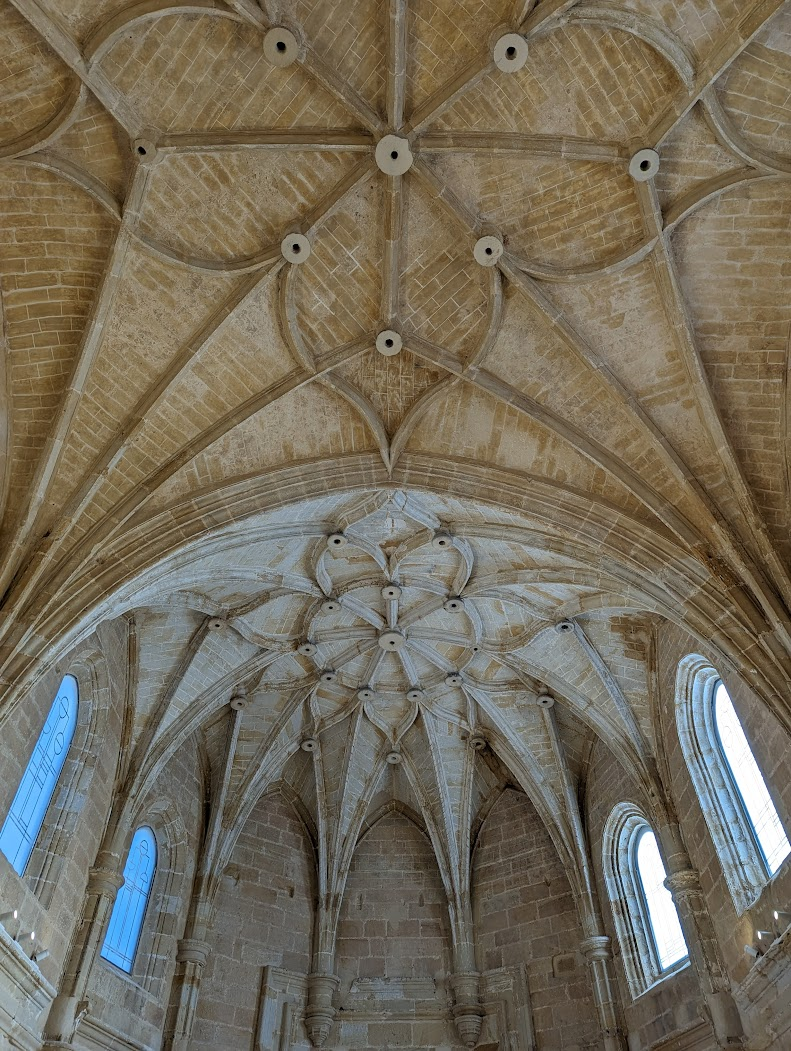
Techo del ábside

El interior del templo constaba de una amplia nave sin más capillas, altares, ni retablos que los que ocupaba el ábside, a cuyo espacio semicircular se le anteponía un alargado presbiterio. Tenía un púlpito de piedra adosado al muro de la epístola y el coro de las monjas estaba hábilmente colocado en la parte exterior del muro, frente al altar mayor, en el convento, a manera de tribuna, cuya celosía abarcaba en casi toda su extensión la mitad superior de dicho muro.
Su arte mueble se encuentra depositado en la Concatedral de San Pedro. De esas obras sobresale el retablo de San Miguel, plateresco de mediados del siglo XVI, actualmente denominado de San Nicolás porque ha acogido la talla de este santo procedente de la Iglesia de San Nicolás. También pertenecen a este convento dos retablos barrocos de igual factura y mediano tamaño dedicados a Santiago y a la Virgen del Pilar.

### Convento
El convento, fue transformado y arreglado por completo para convertirlo en cuartel. De su estructura, realizada en mampostería reforzada con sillares, destaca la pequeña torre-campanario situada sobre la fachada principal que presenta en cada una de sus cuatro caras, grupos de dos vanos gemelos rematados por arcos de medio punto en ladrillo para albergar las campanas. Se decora con algunas hiladas de ladrillos dispuestos en diente de sierra.